# نگار مقدم
نگار مقدم (زادهٔ ٩ خرداد ١٣٧٨) بازیگر ایرانی است.
وی در اولین تجربه حرفه‌ای خود در فیلم سینمایی درساژ ایفای نقش کرد 

## زندگی هنری
نگار مقدم در اولین تجربه حرفه‌ای خود در فیلم سینمایی درساژ بازیگر نقش اصلی این فیلم بود که بازخوردهای بسیار مثبتی از سوی مخاطبان و منتقدان سینما داشت.
مقدم در جشنواره بین‌المللی فیلم شانگهای جایزه بهترین بازیگر زن در بخش «استعداد جدید آسیا» را برای بازی در فیلم درساژ دریافت کرد؛ همچنین در جشنواره بین‌المللی فیلم برلین به خاطر بازی در این فیلم، مورد استقبال و تحسین مخاطبان قرار گرفت.

## فیلم‌شناسی

### سینمایی
| سال  | نام   | سمت    | کارگردان     | نقش  | توضیحات                                        |
| ---- | ----- | ------ | ------------ | ---- | ---------------------------------------------- |
| ۱۳۹۶ | درساژ | بازیگر | پویا بادکوبه | گلسا | وی فعالیت حرفه‌ای خود را در این پروژه آغاز کرد. |

## جوایز
در جشنواره بین‌المللی فیلم شانگهای جایزه بهترین بازیگر زن برای فیلم سینمایی درساژ در بخش «استعداد جدید آسیا»